# Magyar írásjelek
A magyar írásjelek a magyar nyelv nyelvtani viszonyaihoz igazodó, kettős szerepű (a mondatok, illetve mondatrészek tagolódásának és viszonyának, valamint a prozódiai sajátosságok kifejezésének) írásjelei, melyek a közlendőt értelmileg és érzelmileg árnyalják. 

## A mondatvégi írásjelek
Az egyszerű mondatok három csoportra oszthatók mondatvégi írásjelüket tekintve:
- A kijelentő mondatot pont zárja (Ki korán kel, aranyat lel.).
- A kérdő mondat végén kérdőjel áll (Hova tetted a kulcsot?).
- A felkiáltó, óhajtó és felszólító mondatok végére pedig felkiáltójel kerül (De szép! Bár itt lennél! Vedd fel a kabátodat!).
- A felszólító mondatok végén állhat pont vagy felkiáltójel. Legtöbbször elegendő a pont. Felkiáltójel érzelmet, nyomatékosítást, agressziót jelenthet. Forrás (többek között): https://anyanyelvcsavar.blog.hu/2018/08/31/irasjelhasznalati_kisokos_a_felkialtojel_es_a_kerdojel_hasznalata

A mellérendelő összetett mondatokat az utolsó tagmondatra vonatkozó írásjel zárja (Itt a kánikula, nem megyünk le a strandra?).
Az alárendelő összetett mondatok végére pedig a főmondatnak megfelelő írásjel kerül (Elmondtad már neki, mit gondolsz erről?).

## Írásjelek a tagmondatok között
Vesszőt használunk a következő esetekben: 
- az összetett mondatok tagmondatai között (Azért jött, mert hiányoztál neki.),
- az és, s, meg, vagy és mint kötőszavak előtt,
- az anélkül hogy, aszerint hogy, ahelyett hogy stb. szókapcsolatok előtt (ekkor viszont a hogy elé nem kerül vessző).

Pontosvessző választja el 
- a többszörösen összetett mondatok kevésbé szorosan összefüggő tagmondatait (A gyerekek alig várták, hogy játszhassanak új barátjukkal; a felnőttek az ilyen alkalmakra tartogatott italokat kezdték bontogatni; az idősebbek pedig a múltról anekdotáztak.),
- a lazábban összetartozó kéttagú összetett mondatok tagmondatait (Tönkrement a házasságuk; évek óta alig szóltak már egymáshoz.),
- a tartalmilag más típusú tagmondatokat (Már nem vagyok éhes; aludjunk egyet!).

Kettőspont kerül azokba az összetett mondatokba, melyek figyelemfelhívást, magyarázatot, vagy következtetést foglalnak magukba (Egymásra néztek: mindketten tudták, mi következik.).

## Írásjelek a mondatrészek között
Egymásnak mellérendelt mondatrészek (kötőszó nélküli) felsorolásakor vesszőt használunk (Látott a piacon szép almát, körtét, epret is.).
Az azonos funkciójú mondatrészek közötti kötőszavak előtt vessző áll, kiv. és, s, meg, vagy (Szép, ám nem túl okos lány. Haragosan, sőt utálattal nézett a tanárra.). De: Már fiatalon nyers és őszinte természet volt. Kettő, három vagy négy intőt is kapott egy héten.
Vesszőt használunk a következő esetekben: 
- páros kötőszavakat tartalmazó mellérendelő szerkezetekben (Se pénz, se posztó.),
- értelmezős szerkezetekben (Péter, a férje semmit sem értett.),
- ha a fokozatot, rangot, minősítést kifejező sok esetben határozott névelős birtokos szerkezet értelmezőként funkcionál (Kis Mária, a cég/cégünk szóvivője).

Ha a mint állapotot vagy minőséget fejez ki, illetve szókapcsolat követi, nem áll előtte vessző  (A fia mint színész = színészként dolgozott.).

## A szövegbe ékelődés írásjelei
Közbevetéskor vesszőt, gondolatjelet vagy zárójelet használunk a mondatban (Ő, persze, megint nem jött el. Ötször – ha nem többször – mondta el ugyanazt. A nővére (Évi) holnap megy férjhez.).
A mondatértékű megszólításokat felkiáltójel zárja (Kedves László! Drága Anyám! Tisztelt Publikum!). Magánlevél esetén a felkiáltójel helyett vessző is állhat.
- A mondat elején vagy végén elhelyezkedő megszólítás vesszővel különül el (Béla, gyere csak! Jó, hogy itt vagy, Anna.).
- Mondatba ékelődő megszólítás esetén pedig két vessző közé kerül a megszólítás (Nincs más hátra, kedves, tudnia kell az igazságot.).

Szó szerinti idézéskor idézőjelet („”) használunk („Isten, áldd meg a magyart” – kezdődik himnuszunk.). Idézeten belüli idézet esetén hegyével befelé forduló jelet (»«) teszünk („Szemében »mesterségem« Most is nagy szálka még;”.).
Szépirodalmi művekben a szereplők gondolatainak idézésére a magyar nyelvben a gondolatjel használatos. A gondolatjel használatának módját az író idéző mondatának és a szereplő szavainak sorrendje határozza meg:
- Haragosan kiabált:
- – Az nem a tiéd!

- – Az nem a tiéd! – kiabálta haragosan.

- – Az nem a tiéd! – kiabálta haragosan. – Az az enyém!

- – Ez az enyém.
- – Nem, az az enyém.
- – Hazudsz!

## Írásjelek a szavak és szórészek között
Vessző választja el az indulatszavakat a mondat többi részétől (Hé, hova mész? Fáj, jaj, de még hogy!). Ha két kötőszó áll egymás mellett, nem szükséges a vessző (Szólni akart, de mikor elkezdte volna, elakadt a szava.).
Kötőjelet használunk a következő esetekben: 
- ha három mássalhangzó áll egymás mellett (sakk-kör, Kiss-sel),
- szóismétléskor, mellérendelő szóösszetételeknél, ikerszóknál és bizonyos alárendelő szóösszetételeknél (két-két, réges-régi, jön-megy, izeg-mozog, piff-puff, Isti-Pisti, fel-felnéz, melegvíz-csap, kutya-macska barátság),
- ha két vagy több szó elő- vagy utótagja azonos (fém- és faházak, autószerelő és –kereskedő),
- a kétezren felüli összetett számjegyeknél (hatezer-kilencszázhuszonnyolc, kiv. a kerek ezresek és milliósok),
- ha a tulajdonnevekből főneveknél, illetve az azokból képzett mellékneveknél (Kossuth-nóta, Nobel-díjas),
- kettős családneveknél (Nagy-Szabó),
- több elemű földrajzi nevek bizonyos fajtáiban (Sváb-hegy, Duna-part),
- az -e kérdőszócska előtt (Meg kellene tudni, szereti-e a virágot.),
- hozzávetőlegesség, vagylagosság számkapcsolatok esetében (három-négy napra, 10-12 diák).

Nagykötőjelet használunk a következő esetekben:
- népnevek vagy nyelvek kapcsolatának kifejezésekor (magyar–francia zsebszótár, német–brazil meccs),
- tulajdonnevek kapcsolatának kifejezésekor (Petőfi–Arany barátság),
- valamitől valameddig viszony kifejezésekor (Pécs–Szeged, 2000–2004, január–február folyamán),
- géptípusok stb. nevében (Apollo–11).

Három pontot használunk abban az esetben, ha egy gondolat befejezetlen, hiányos („Álltam sírhalma mellett / Keresztbefont kezekkel... / Mozdúlatlan szoborként... / A dombra szögzött szemmel.” ), valamint hiányos szövegrész esetén („Őseinket felhozád / Kárpát szent bércére, ... Árpád hős magzatjai / Felvirágozának.”).

## Írásjelek toldalékoláskor
A toldalékok (ragok, jelek, képzők és képzőszerű utótagok) legtöbbször közvetlenül kapcsolódnak a szótőhöz, de bizonyos esetekben kötőjellel fűzzük őket a szótőhöz. Ezek az esetek a következők:
- három azonos mássalhangzó találkozása (Vass-sal, puff-féle),
- több különírt elemű személy- és földrajzi névhez jelző vagy jelzőszerű utótag kapcsolása (Petőfi Sándor-os, Los Angeles-i),
- egyelemű személynevekhez képzőszerű utótag kapcsolása (Arany-féle),
- néma betűre végződő szavak toldalékolása (Rousseau-tól),
- a számjegyek, írásjelek, rövidítések, betűszók stb. toldalékolása (5-ször, 10%-kal, Bp.-ről, NAV-nak).

## Egyéb írásjelek és hasonló szerepű szimbólumok a magyarban
- + (összeadás)
- - (kivonás)
- · vagy × vagy * (szorzás)
- : vagy / (osztás)
- = (egyenlőség)
- ≈ (közel egyenlőség)
- % (százalékjel)
- / (vagylagosság,[4] törtszám)
- § (paragrafus)
- * vagy 1 (jegyzetjel)
- ’ (hiányjel)
- ” (ismétlés)
- ° (fokjel)
- ~ (tilde; ismétlődés, megfelelés)
- ′ (perc)
- ″ (másodperc)
- @ (kukac)
- & (et; és)
- # (számjel, kettőskereszt, mint zenei módosítójel ♯ helyettesítésére)